# ثيودور هوفمان
ثيودور هوفمان (بالألمانية: Theodor Hoffmann)‏ (5 يوليو 1940 بأوسترينغن في ألمانيا - 31 أكتوبر 2011) هو لاعب كرة قدم ألماني في مركز الدفاع. لعب مع رابيد فيينا ونادي شتوتغارت.

## وصلات خارجية
- ثيودور هوفمان على موقع قاعدة بيانات كرة القدم.إي يو (الإنجليزية)
- ثيودور هوفمان على موقع بيانات كرة القدم. دي إي (الألمانية)